# Murtagh (roman)
Pour les articles homonymes, voir Murtagh.
Murtagh est un roman de Christopher Paolini du cycle de l'Héritage dédié au personnage homonyme. Le livre est annoncé sur ses réseaux sociaux le 9 mars 2023 et est sorti le 7 novembre de cette même année aux États-Unis, l'édition francophone est sortie le 8 novembre,,.

## Résumé
Le livre se déroule environ 1 an après les évènements de l'Héritage, soit en même temps que La Fourchette, la Sorcière et le Dragon. On y suit Murtagh et son dragon, Thorn, tous deux confrontés à la secte des Rêveurs, qui a infiltré une grande partie de l'Empire. 